# 莫斯科海 (月球)
莫斯科海（Mare Moscoviense）是一座坐落于莫斯科盆地内的月海，为月球背面极少几座的月海之一，面積約1.96萬平方公里。就如界海一样，其地层显示非常薄，并清楚地居于一座大型撞击坑盆地中间。较盆地外四周月表或月球背面的任何高地都低的多。
该月海较附近高地如此大的下深，可能解释了为什么月球背面的月海很稀少。月球背面极少有其深度足以形成月海火山活动的撞击坑。因此，在月球正面和背面发现的大型撞击盆地，大部分在会在附近找到大型月海。在那儿，月海熔岩显然会更多、更容易地到达月表。该盆地地层属酒海纪代，而月海则为晚雨海世代。随着輝夜姬號任務的运行，科学家提出，莫斯科海中的火山在莫斯科盆地层至少活跃了约15亿年，但也有人基于熔化月海熔岩所需的能量，提出莫斯科海的地层主要是受陨石群，而非火山活动而形成。
在盆地的中心(或月海西南部)是一质量瘤或重力场，月球探勘者飞行器的多谱勒跟踪仪首次识别到了该质量瘤。
月海的东南部是科马罗夫环形山、东面是弗罗因德利希-沙罗诺夫盆地、较小的季托夫陨石坑坐落于月海东北区，而捷列什科娃陨石坑则横亘在北侧边沿。
该区域是在月球3号发回首张月球背面照片后而被命名为“莫斯科海”。然而，在今天仅"莫斯科海"一名被国际天文联合会所认可。月海之名通常会激起人的神思暇想，只有少数例外。在莫斯科海被发现后，苏联提出了该名称，莫斯科的理由是这样一种心态即：国际天文学联合会只能接受。

## 图集

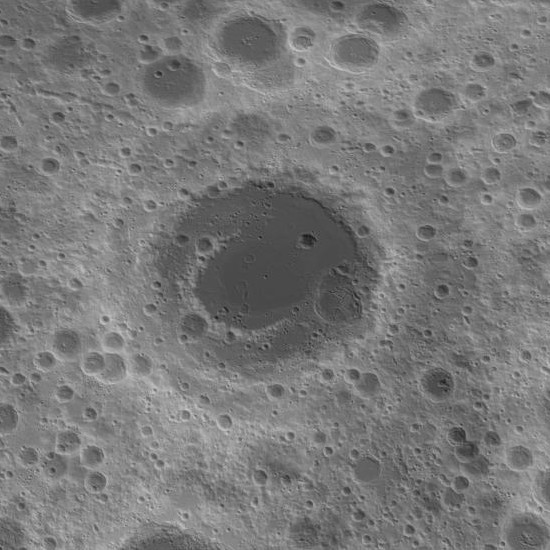
莫斯科海地形图
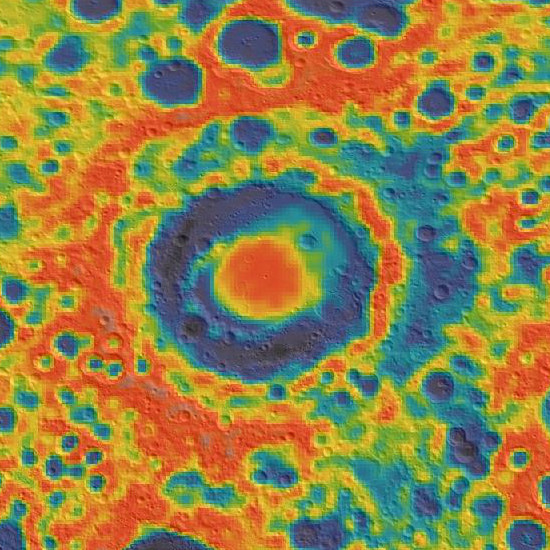
根据圣杯号飞船数据测绘的重力图
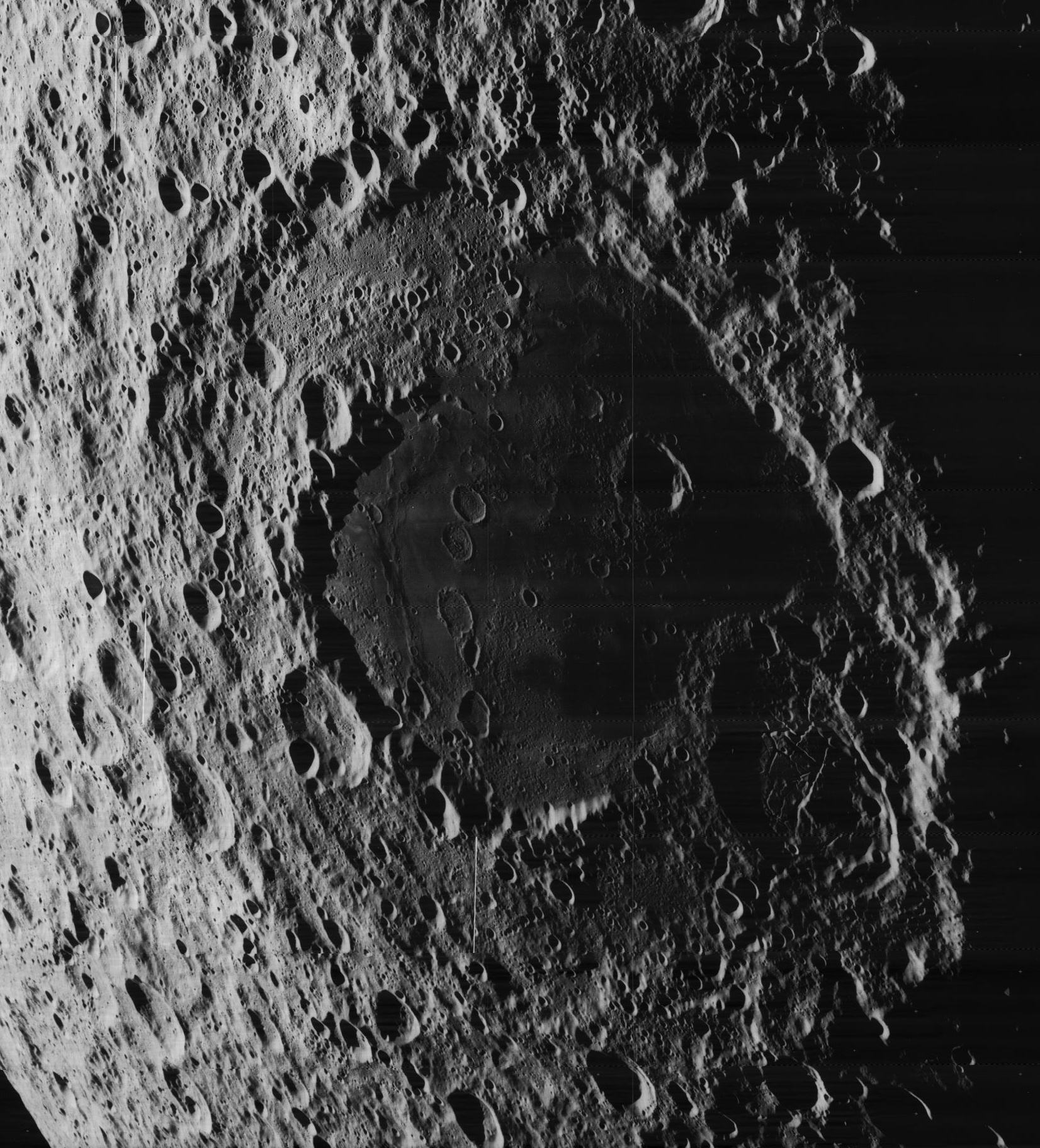
月球轨道器5号拍摄，清楚地显示了月海所在的盆地范围。
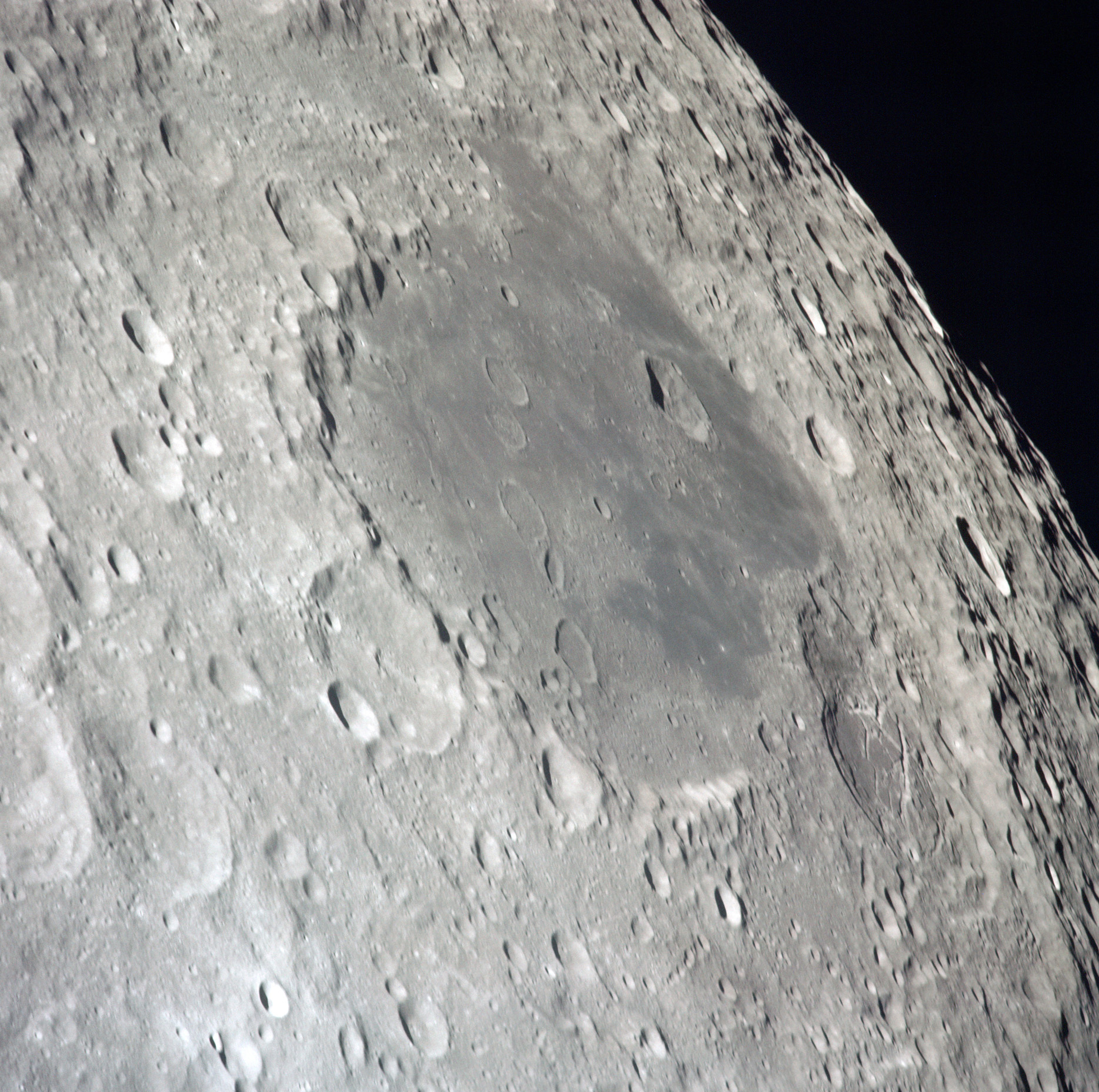
阿波罗13号拍摄的莫斯科海照片